# Digital Soundboard
Das Digital Soundboard ist ein Audio-Mischpult. Es wurde 1984 in Zusammenarbeit mit Joachim Kühn von Walter Quintus erfunden.
Das Digital Soundboard ist ein Mischpult mit analogen Eingängen, die über 20 und mehr Kanäle mit digitalen Komponenten verbunden sind. Durch elektronische Veränderung dieser Komponenten wird der Klang des Eingangssignals beeinflusst. Mit dem Digital Soundboard kann ein Musiker live eingehende Audiosignale modifizieren und bis zur Unkenntlichkeit verändern. Oft ist das Originalinstrument in dem entstehenden Mix nicht mehr zu erkennen.
Das Digital Soundboard ist zu hören auf CDs wie Dark und Get up Early (mit Joachim Kühn und Walter Quintus). Es findet auch Anwendung in Konzerten.